# Павиан анубис
Павиан анубис, или догеровский павиан (лат. Papio anubis) — вид приматов семейства мартышковых (Cercopithecidae). Видовое название дано за внешнее сходство обезьян с изображениями древнеегипетского бога Анубиса, часто имевшими собачью голову. Раньше наряду с медвежьим и гвинейским павианами считался разновидностью бабуинов. Отмечено, что анубисы могут скрещиваться с бабуинами[прояснить].

## Внешний вид
Шерсть у анубисов серо-оливкового цвета, у самцов на плечах и верхней части спины имеется грива. Вытянутая мордочка безволосая и окрашена в чёрный цвет. Лысой и окрашенной в чёрный цвет является и область ягодиц. Эти животные достигают длины от 48 до 76 см, длина хвоста составляет от 38 до 58 см. У основания хвост направлен вверх, в то время как его задняя часть выгнута вниз. Как у всех павианов, у этого вида наблюдается сильный половой диморфизм относительно размеров. Самцы весят до 25 кг и значительно массивнее самок, вес которых составляет около 15 кг. У самцов также более крупные клыки.

## Распространение

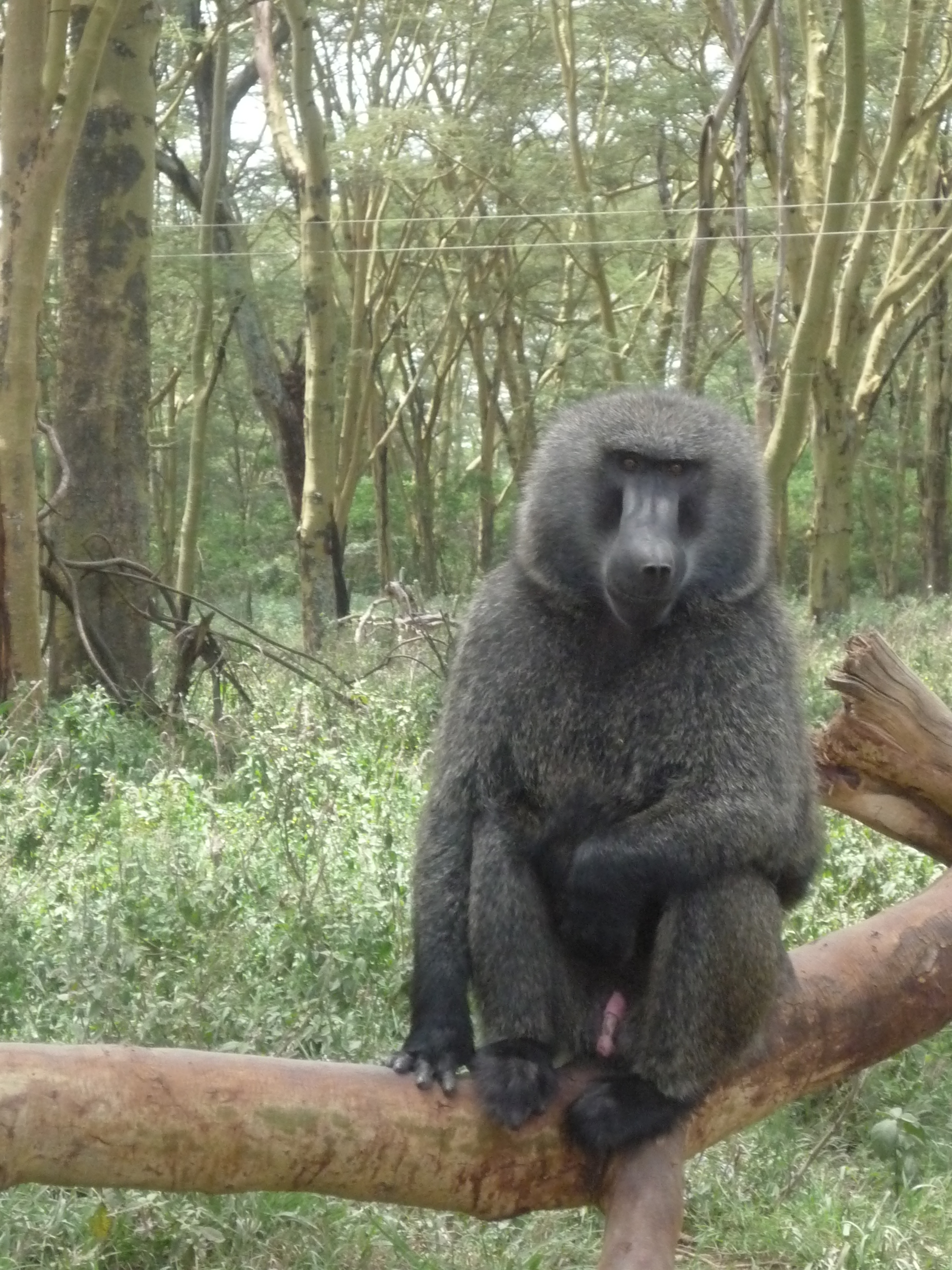
Анубис

Ареал анубисов самый крупный из ареалов павианов и охватывает большую часть Центральной Африки. Он простирается от Мали до Эфиопии, а на юге доходит до Танзании. Как все павианы, анубисы населяют главным образом саванны, однако встречаются иногда и в лесах и других сферах обитания.

## Поведение
Анубисы как и все обезьяны Старого Света активны в дневное время, проводя значительную часть времени на земле. Они передвигаются на четырёх лапах, держа свой изогнутый хвост вверх. К ночи они для сна взбираются на деревья или труднодоступные скалы. Анубисы живут в группах, состоящих из 15—150 (чаще 40—80) особей. Эти группы как правило смешанные, то есть включают в себя самцов и самок. Внутри подобных групп устанавливается чёткая иерархия со сложным социальным поведением.
Анубисы — всеядные животные, однако главную долю их пищи составляет пища растительного происхождения. К ней относятся плоды, травы, коренья, клубни. К добыче анубисов относятся небольшие позвоночные (приматы и парнокопытные), птичьи яйца и насекомые.

## Размножение

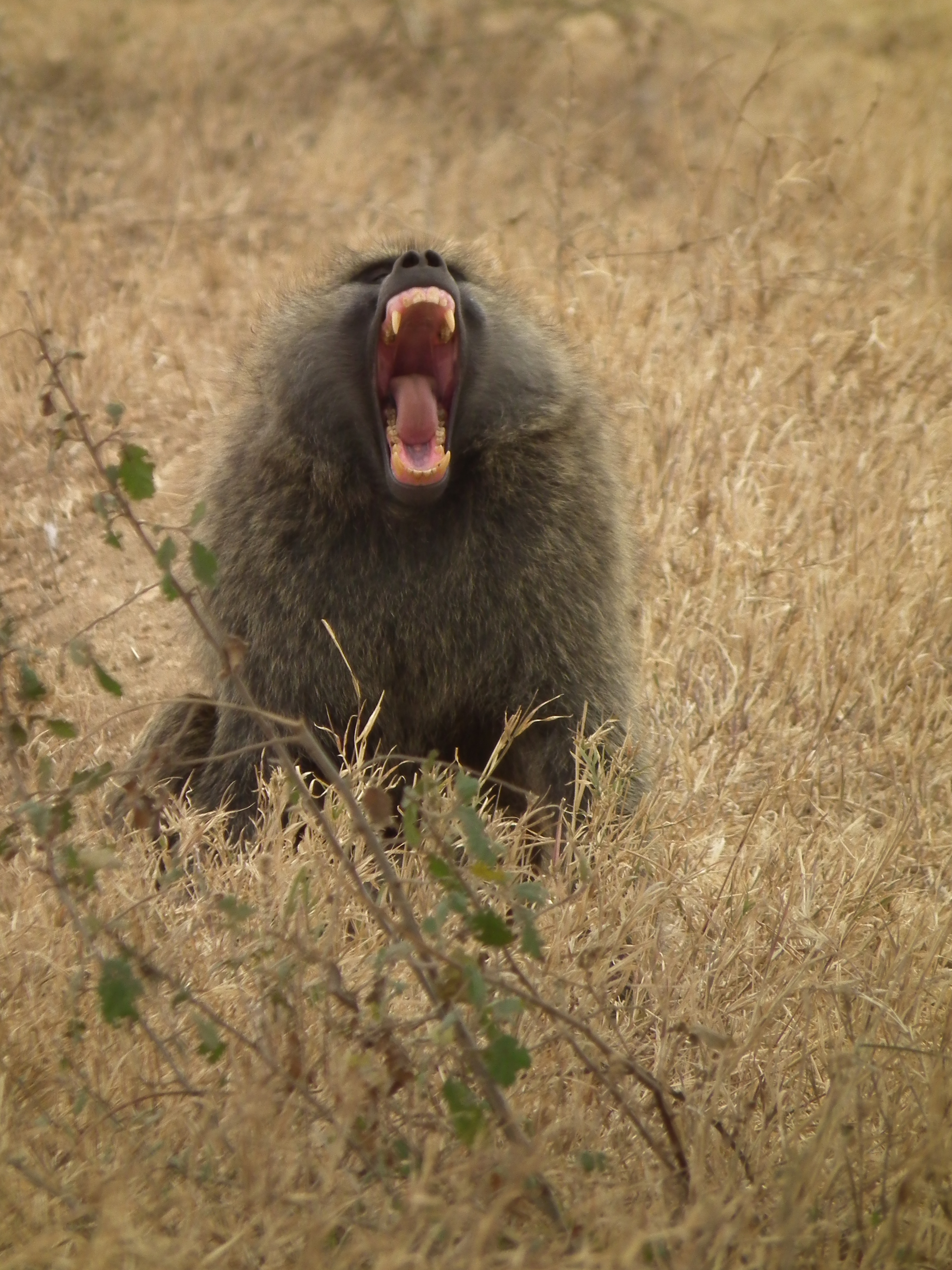
Зевающий анубис

Размножение анубисов протекает круглый год. У самок во время фертильной фазы набухают половые органы. В группе каждый самец может спариваться с каждой самкой, что однако приводит к отчаянным поединкам между самцами за привилегии. Кроме этого, у самцов есть более тонкие методы склонить самку к спариванию. Они пытаются «подружиться», ухаживают за их шерстью, снабжают пищей или заботятся об их потомстве.
После беременности, длящейся около 180 дней, самка рожает, как правило, по одному детёнышу весом около 1 кг, окрашенному в чёрный цвет. В возрасте года он отвыкает от молока, а половая зрелость наступает в 5—8 лет. Мужские особи обычно покидают родовую группу, а самки часто остаются в ней на всю жизнь. В дикой природе продолжительность жизни анубиса может составлять от 25 до 30 лет.

## Анубисы и человек

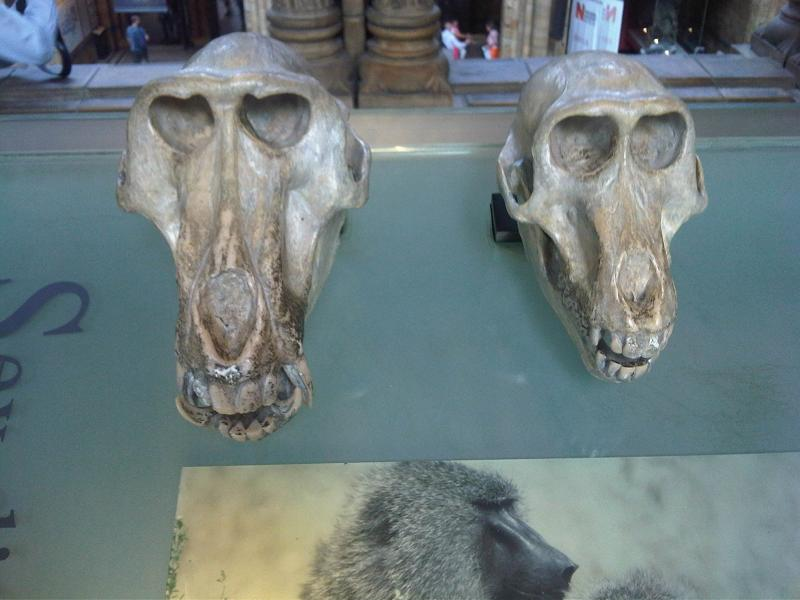
Черепа самца (слева) и самки

Анубисы широко распространены и в определённой мере приспособились к человеку. Группы павианов иногда проникают на плантации и поля, разоряя их. Из-за этого на них нередко охотятся. В некоторых местностях им угрожает разрушение их среды обитания, однако в целом МСОП не рассматривает их как состоящих под угрозой.